# Guillaume Bonga
Pour les articles homonymes, voir Bonga.
 (septembre 2021).
 Guillaume Bonga Laisi  (né à Katusi le 16 novembre en 1955) est un homme politique de la République démocratique du Congo et député national, élu de la circonscription de Bukavu ville dans la province du Sud-Kivu,,,.

## Biographie
Guillaume Bonga Laisi est né à Katusi le 16 novembre 1955, élu député national dans la circonscription électorale du Bukavu ville dans la province de Sud-Kivu, il est membre du parti politique union pour la nation congolaise (UNC).